# Mitra Kencana
Mitra Kencana is een bestuurslaag in het regentschap Ogan Komering Ulu van de provincie Zuid-Sumatra, Indonesië. Mitra Kencana telt 1347 inwoners (volkstelling 2010).